# NGC 7507
NGC 7507 è una galassia lenticolare nella costellazione dello Scultore.
Si osserva 3 gradi a ENE della brillante stella Fomalhaut, α Piscis Austrini; essendo una galassia ellittica-lenticolare, non mostra dettagli significanti né a bassi ingrandimenti (un telescopio da 120mm è sufficiente per scorgerne il nucleo, molto brillante), né con strumenti potenti, dove continua a mostrarsi simile ad una stella sfocata. La sua distanza dalla Via Lattea è stimata sui 75 milioni di anni-luce.